# Mas Figueres (Aiguaviva)
El Mas Figueres és una obra del municipi d'Aiguaviva (Gironès) que forma part de l'Inventari del Patrimoni Arquitectònic de Catalunya.

## Descripció
És una edificació primitiva molt interessant a base de tres crugies que durant el començament de segle va ampliar-se lateralment amb terrasses, retocs de la teulada i canvi total de la façana segons una idea de caràcter noucentista que definitivament no es va acabar. Interiorment presenta aspecte de masia tradicional molt interessant.